# Vít Samek (odborář)
Vít Samek (27. května 1953 – 15. ledna 2025) byl český právník, odborář a dlouholetý místopředseda Českomoravské konfederace odborových svazů (ČMKOS).

## Kariéra
Byl vystudovaným právníkem a expertem na důchodovou reformu. Rovněž byl autorem několika publikací zaměřených na pracovní právo a sociální zabezpečení.
Dlouhá léta pracoval v ČMKOS. Na jaře 2014 byl zvolen tamním místopředsedou. Tento post obhájil i v roce 2018 a 2022. Z funkce se rozhodl odejít v březnu roku 2024. Jako důvod uvedl své zdraví a věk.

## Smrt
Zemřel krátce před půlnocí dne 15. ledna roku 2025. Bylo mu 71 let. Zármutek nad jeho úmrtím vyjádřila například předsedkyně Sociální demokracie Jana Maláčová, bývalý předseda KDU-ČSL Marian Jurečka a místopředseda poslanecké sněmovny Aleš Juchelka.